# Kovács András (újságíró)
Kovács András (Bözödújfalu, 1926. január 9. – Sepsiszentgyörgy, 2004. szeptember 29.) magyar újságíró, szerkesztő, író. A Zsil-völgyi bányászok, az erdélyi szombatosok és a lerombolt Bözödújfalu hű krónikása. B. Kovács András újságíró-szociológus apja.

## Életútja
Hét elemi osztályt szülőfalujában végzett, s íráskészségének köszönhetően kezdte pályáját 1945-ben a kolozsvári Igazság szerkesztőségében. 1949-től főszerkesztő. A Ștefan Gheorghiu Pártfőiskolán államvizsgázott (1955), s utána magánúton végezte el a középiskolát (1963). A lapszerkesztés mellett docens, majd előadótanár a Bolyai Tudományegyetemen, 1970-től A Hét szerkesztőségi felelős titkára nyugalomba vonulásáig (1985).
Első könyve a Zsil-völgye bányászainak életéről és gondjairól szólt (1949), s csak több mint három évtized után vállalkozott újabb könyvírásra, amelyben saját családi emlékeiből kiindulva a székely szombatosok viszontagságos sorsát tárta fel egészen a Kemény Zsigmond, Móricz Zsigmond, Bözödi György írásaiból ismert vallási kisközösség tragikus felbomlásáig. A vallomásként született könyv – írja róla Kovács János – "kimondása olyasvalaminek, amiről a hallgatás fehér foltot hagyna Erdély szellemi múltjában".

## Főbb művei
- Szén és acél (riportkönyv, 1949)
- Vallomás a székely szombatosok perében (Kriterion, 1981; Budapest, 1983)
- Útfélen fejfa (Balassi–Kriterion, 1995)
- Mondjatok káddist egy székely faluért.[2] Csíkszereda: Pallas-Akadémia, 1997
- Az erdélyi szombatosság nyomában. Csíkszereda: Pallas-Akadémia, 1999
- A hűség csapdái. Egyszemélyes szubjektív történelem (Csíkszereda, Pallas-Akadémia könyvkiadó, 1999)
- Bözödújfalvi szombatosok szertartási és imádságos könyve; közzéteszi, bev. Kovács András; Pallas-Akadémia, Csíkszereda, 2000